# Multimedia Systems
Multimedia Systems is een internationaal, aan collegiale toetsing onderworpen wetenschappelijk tijdschrift op het gebied van de informatica. De naam wordt in literatuurverwijzingen meestal afgekort tot Multimed. Syst. Het wordt uitgegeven door Springer Science+Business Media.